# Mark III
Il Mark III era un carro armato pesante costruito nel 1916-17, durante la prima guerra mondiale, ed era un ulteriore sviluppo del Mark I e il Mark II, anche se quest'ultimi erano solo carri armati d'addestramento, infatti il vero successore del Mark I era il Mark IV.

## Storia
Il Mark III è stato sviluppato per l'addestramento, proprio come il suo predecessore il Mark II, in attesa del Mark IV , un vero successore del Mark I. Nessun Mark III ha lasciato il Regno Unito, a differenza del Mark II, di cui sono stati inviati circa 25 carri armati in Francia, per metterli alla prova sul campo di battaglia. La Mark III è rimasta confinata all'addestramento fino alla fine della prima mondiale quando tutti gli esemplari sono stati smantellati.

## Caratteristiche
Il Mark III è abbastanza simile al Mark I e Mark II, si distingue per un peso leggermente inferiore dovuto all'armatura più leggera (dovuta al suo utilizzo solo in addestramento) e anche per mitragliatrici più leggere. Un'altra differenza con i suoi predecessori, i cannoni del Mark III sono stati accorciati per evitare che rimanessero impigliati negli ostacoli e ostacolare l'avanzata del veicolo.